# Langenzersdorf
Langenzersdorf is een gemeente in de Oostenrijkse deelstaat Neder-Oostenrijk, gelegen in het district Korneuburg (KO). De gemeente heeft ongeveer 7300 inwoners.

## Geografie
Langenzersdorf heeft een oppervlakte van 10,68 km². Het ligt in het noordoosten van het land, iets ten noorden van de hoofdstad Wenen en ten zuiden van de grens met Tsjechië.
Bisamberg · Enzersfeld im Weinviertel · Ernstbrunn · Großmugl · Großrußbach · Hagenbrunn · Harmannsdorf · Hausleiten · Korneuburg · Langenzersdorf · Leitzersdorf · Leobendorf · Niederhollabrunn · Rußbach · Sierndorf · Spillern · Stetteldorf am Wagram · Stetten · Stockerau
- Gemeinsame Normdatei: 4127848-3
- Library of Congress Control Number: n2004153870
- MusicBrainz: 3981744d-99fc-4cce-b0fa-1b977c6b6132
- Nationale Bibliotheek van Israël: 987007480386905171
- Virtual International Authority File: 123361754
- WorldCat: E39PBJy4g9WKPTptGmXyBHhJXd